# Le Grimpeur

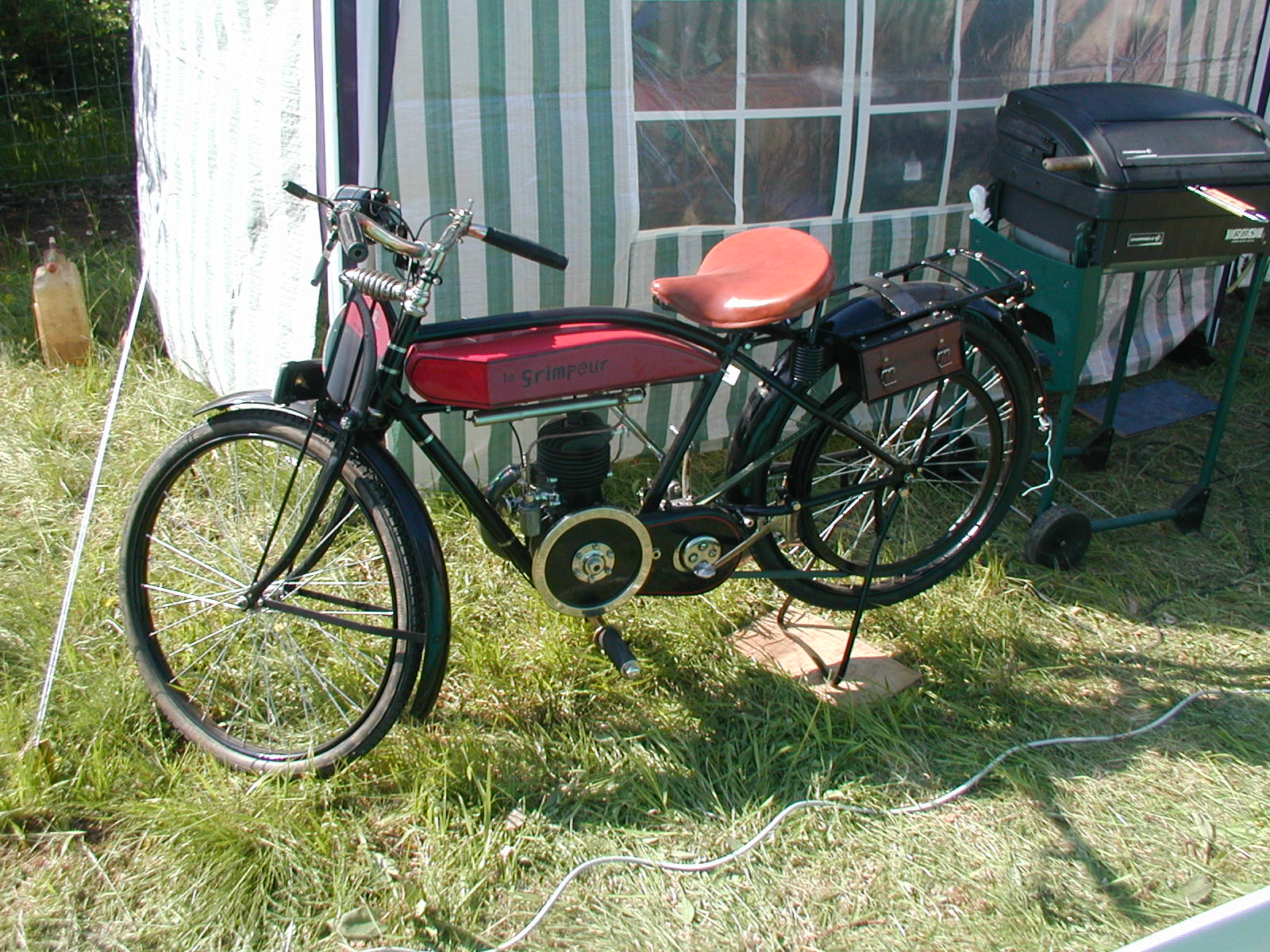
Une Le Grimpeur

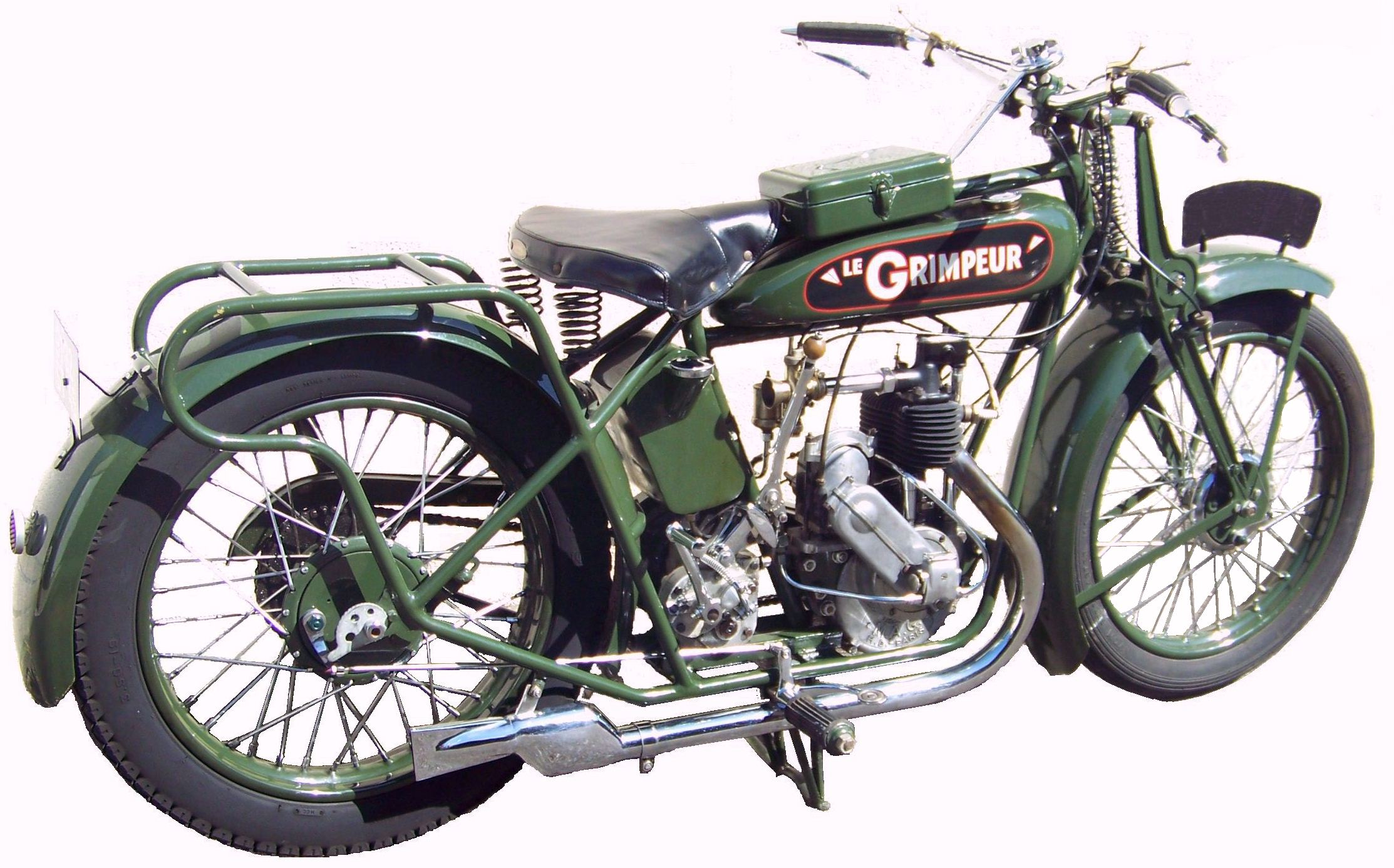
Le Grimpeur modèle 250 JM

Le Grimpeur est un constructeur de motocyclettes français actif de 1923 à 1925.

Les actes constitutifs de la société ont été établis en juillet et août 1924.

Fondée et dirigée par Georges Ferniot, l'entreprise était située au 142, rue Lafayette puis au 140, quai de Jemmapes, à Paris. La marque est absorbée par le constructeur Dresch en mars 1925.
Henri Dresch continuera à produire des machines sous cette marque soit des modèles identiques (PS 175) vendus sous les marques Dresch, DFR et Le Grimpeur soit différents (250 et 350 JM) uniquement sous l'appellation Le Grimpeur.